# Christie Morreale
Pour les articles homonymes, voir Morreale.
Christie Morreale (née le 14 juin 1977 à Ougrée) est une femme politique belge, socialiste. Elle est Vice-présidente du gouvernement wallon et ministre de l'Emploi, de l'Action sociale, de la Santé et de l'Égalité des Chances du 13 septembre 2019 au 15 juillet 2024.

## Biographie
Licenciée en criminologie de l’Université de Liège, elle est membre du PS depuis 1993. Christie Morreale préside le groupe de travail « égalité hommes-femmes » de ce parti. Elle exerce un mandat d'échevine à Esneux où elle est chargée des compétences suivantes : Jeunesse et sports, égalité des chances, coopération au Développement, affaires sociales, petite enfance.
Le 6 décembre 2011, elle est appelée à remplacer Paul Magnette, ministre empêché, comme sénatrice. Ce dernier récupère son siège après les communales de 2012 où il abandonne son poste de ministre fédéral.
Elle prête serment comme députée wallonne le 9 octobre 2013, en remplacement de Maggy Yerna, démissionnaire.
Elle est élue députée wallonne aux élections régionales du 25 mai 2014 et déléguée par la Communauté française comme sénatrice. Elle est réélue aux élections régionales du 26 mai 2019 dans la circonscription de Liège, avec 13 287 voix. Le 13 septembre 2019, elle prête serment comme Vice-présidente du Gouvernement Di Rupo III où elle devient ministre de l'Emploi, l'Action sociale, la Santé et l'Égalité des Chances.
Sollicitée pour renforcer la liste communale de Liège menée par Willy Demeyer, l’ancienne ministre régionale de la Santé et actuelle députée wallonne est candidate aux élections prévues le 13 octobre 2024. À l’issue du scrutin, elle est élue conseillère communale. 